# Języki szugni-jazgulami
Języki szugni-jazgulami (szugnańsko-jazgulamskie) – genetyczna grupa języków pamirskich używanych przede wszystkim na terenie Tadżykistanu, ale także w Chinach, Kirgistanie i Afganistanie.

## Podział
- Język sarikoli
- Język szugnański
- Język jazgulamski